# Кравляк (Джуловаць)
45°41′ пн. ш. 17°27′ сх. д. / 45.69° пн. ш. 17.45° сх. д.
Кравляк (хорв. Kravljak) — населений пункт у Хорватії, у Б'єловарсько-Білогорській жупанії у складі громади Джуловаць.

## Населення
Населення за даними перепису 2011 року становило 22 осіб.
Динаміка чисельності населення поселення: